# LJN Video Art
LJN Video Art es una consola de videojuegos  educativa desarrollada y fabricada por LJN . Se lanzó en 1987 con un ciclo de vida comercial de dos años debido a sus críticas en su mayoría negativas, pero compartiendo cierto prestigio minorista entre los juguetes de éxito. Se canceló su producción a finales de 1989  con una fuerte caída de precio, dando resultado en un fracaso comercial. Fue la única consola de videojuegos de la extinta marca LJN y solo se lanzaron para la misma un total de nueve videojuegos.

## Jugabilidad
Su uso es similar a los softwares de pintura digital para PC. Cuenta con dos botones para interaccionar con el sistema — una palanca que controla un cursor para dibujar líneas y curvas, y una palanca deslizante para seleccionar 16 colores. Al encender el sistema sin un cartucho, aparece una pantalla en blanco para dibujar sobre ruido blanco.[cita requerida] Su librería de videojuegos se basa principalmente en juegos temáticos para colorear, conectar puntos y puzzles. Se pueden realizar animaciones creando una serie de dibujos y grabando una presentación de diapositivas en una videograbadora. Se incluye además el videojuego Video Art Activity Cartridge, con varios dibujos de contorno que se pueden colorear.

## Videojuegos
Esta es la lista de videojuegos que estuvieron a la venta para Video Art:
- Video Art Activity Cartridge
- A Trip To The Zoo
- Disney Coloring Book
- Disney Story Book
- Looney Tunes
- Marvel Super-Heroes
- My Dream Day
- My Favorite Doll
- On the Move

## Marketing
Video Art se posicionó en una amplia gama de juguetes educativos y sistemas interactivos para la  televisión, como el View-Master Interactive Vision y VideoSmarts, y frente a la propia televisión. Se vendió como como alternativa con las principales consolas de videojuegos de tercera generación: Nintendo Entertainment System y Master System, pero no como competencia a ellas.[cita requerida] Se presentó una patente de este en 1986, que se concedió en 1988.
En 1987, LJN gastó 5 millones de dólares la mayor parte de su presupuesto en publicidad impresa y en comerciales de televisión como en las cajas de los juguetes Gotcha! y Video Art. Un anuncio de televisión incluyó un ritmo de estilo rap que decía: "Watching TV, watching TV, you just keep searching for something to see. But then my mom, she got smart! She got me Video Art!"[cita requerida]

## Recepción
En diciembre de 1987, fue un año de aumento de  precios en los juguetes interactivos de alta tecnología pero ninguno fue un producto exitoso, Toys "R" Us informó que Video Art costaba alrededor US$100 (equivalente a $268,19 en 2023) estaba entre sus "juguetes populares" para Navidad, junto con Nintendo Entertainment System y muñecos parlantes como Cabbage Patch Kids y Julie. El Philadelphia Daily News dijo lo mismo, incluyendo también el propio videojuego Gotcha! de paintball de LJN.
La consola fue duramente criticada por los críticos profesionales. El 2 de diciembre de 1987, USA Today dio una reseña negativa para una lista de juguetes que "merecen ser desechados", calificándolo como "un costoso grabado en color para su televisor que es mucho más difícil de trabajar y no muy divertido. Los resultados no se ven tan exuberantes y bien definidos como los que se muestran en los anuncios de televisión". El 6 de diciembre de 1987.
Newsday reseñó una variedad de juguetes electrónicos educativos y artísticos, diciendo sobre Video Art que "La característica más innovadora del juguete es su potencial de animación. Puedes hacer dibujos animados grabando tus dibujos uno a la vez en tu VCR y luego reproducirlos." 
Roger Ebert, en la Guía de regalos navideños en vídeo de 1987 de Siskel and Ebert, comentó que "este es un juguete o programa muy difícil. Intenté usarlo [el día antes de que se grabara el programa] e incluso si te vuelves bueno en poder manejarlo, los resultados parecen pésimos. El joystick es un instrumento tosco para dibujar [...] y no hay forma de que un niño pueda hacer un dibujo que se vea ni siquiera la mitad de bien que el de la caja". En 1989, Catherine Cella de Entertainment News Service reseñó Video Art y dijo que "el más mínimo toque envía el cursor por toda la pantalla, haciendo imposible incluso el dibujo más simple" y descubrió que el videojuego Video Art Activity Cartridge incluido con el propio Video Art era capaz de sólo "garabatos en vídeo". Dijo que Video Art era una de las máquinas de vídeo interactivo menos exitosas en comparación con View-Master, Interactive Vision y VideoSmarts. 
James Rolfe en su serie The Angry Video Game Nerd también lo reseñó duramente (al igual que con sus otras reseñas sobre videojuegos de LJN) y calificó la consola como "nada divertida" y "un desastre [que] ningún ser humano debería tener la desgracia de jugar".